# Hourra l'Oural
 (juin 2018).
Hourra l'Oural de Louis Aragon est un recueil de poèmes mettant en avant l'URSS en train de se construire. Il contient quatre parties et 26 poèmes. Il a été publié pour la première fois en 1934 en France chez Denoel et Steele. Ces poèmes font partie de l'œuvre poétique et politique d'Aragon.

## Engagement politique
C'est son engagement auprès du Parti communiste français et auprès des communistes de manière générale qui est mis avant à travers ces poèmes racontant des saynètes dans l'Oural. Il y a autant l'amère constat des propriétaires expropriés que la renaissance d'un ouvrier grâce à la politique, à la révolution. Il y a aussi le poème sur l'électrification et la mécanisation à travers un poney ou une ballade amoureuse sur fond de guerre civile. Dans tous les cas c'est une exaltation de l'URSS et de l’œuvre de la révolution russe, du pouvoir en place qui est à l’œuvre. Aragon deviendra plus nuancé avec le temps et reviendra sur ce côté exalté de ces poèmes.

## Thèmes des poèmes et structure du recueil
La structure du recueil se compose de quatre parties :
1. Le Capital volant composée de 10 poèmes parlant des propriétaires et patrons expropriés par la révolution russe
2. Magnitogorsk composée de 8 poèmes qui parle de la guerre civile et des ouvriers qui s'épanouissent grâce à la révolution russe, au parti qu'ils intègrent et aux multiples initiatives prises à cette époque
3. Lisva composée de un poème une sorte de transition pour la collectivisation
4. Nadiejdinsk composée de 7 poèmes plus sur le gouvernement de l'URSS

## Publications
Actuellement, le livre se trouve encore dans une version de chez Denoël et Steele (sur les sites de reventes), une de Stock et à la Pléiade. 
Chez Stock, la dernière édition date de 1998
C'est le premier tome de l’œuvre intégrale d'Aragon à la Pléiade qui contient le recueil.